# Bukit Sari (Jagong Jeget)
Bukit Sari is een bestuurslaag in het regentschap Aceh Tengah van de provincie Atjeh, Indonesië. Bukit Sari telt 369 inwoners (volkstelling 2010).